# Пешчара
Пешчара је мања песковита површина изван пространих пешчаних области која има елементе пустињске климе. Настаје у условима раније сувљег периода са пустињским или степским климатским карактеристикама. Карактеристични облици рељефа за пешчаре су — дине, међудинске депресије, пешчани бедеми и др.
Данас су овакви облици рељефа најчешће затрављени или пошумљени. Најкарактеристичнији примери пешчара срећу се у Панонској низији — Делиблатска и Суботичко-хоргошка.

## Пешчаре у Србији
У Србији постоји неколико области где се јављају ови фосилни облици еолског рељефа – то су Панонска низија и Подунавље:
- Банатска пешчара:
  - Делиблатска пешчара – највећа континентална пешчара у Европи
- Суботичко-хоргошка пешчара:
  - Суботичка пешчара
  - Таванкутска пешчара
  - Бајско-суботичка пешчара
  - Хоргошка пешчара
  - Пешчара Сентпетри
- Пешчаре пожаревачког Подунавља:
  - Рамско-затоњска пешчара
  - Градиштанска пешчара
  - Пожеженска пешчара
- Пешчаре Тимочке крајине и Кључа:
  - Кладовска пешчара
  - Радујевачка пешчара
  - Кобишничка–Неготинска пешчара